# 橋浦多美
橋浦 多美（はしうら たみ、 1973年11月3日 - ）は、宮城県仙台市出身のファイナンシャルプランナー、フリーアナウンサー。FIRST AGENT所属。

## 人物
亜細亜大学法学部法律学科を卒業した。エフエム新津アナウンサー、NHK宇都宮放送局の契約アナウンサーを経て、生島ヒロシが創業した事務所「生島企画室（現在のFIRST AGENT）」に所属する。ファイナンシャルプランナーの他、eco検定、食生活アドバイザー、証券外務員、金融知力インストラクター、宅建主任者などの資格を持つ。
2014年11月23日、双子の男児を出産した。

## 出演

### NHK時代
- 宇都宮局の契約アナウンサー時代に首都圏いきいきワイド、首都圏ネットワークなどの栃木発のレポーターとして出演

### フリー転向後
- 日経CNBC「デリバティブマーケット」「生島ヒロシのマネーサロン」
- 日本BS放送「未来ビジョン・元気出せ!!ニッポン」
- 日経ラジオ社「信用取り引きトレジャークラブ」
- TBSラジオ「生島ヒロシのサタデー一直線」
- TBSテレビ「はやドキ!」ナレーション